# Polos d'Acragant
Polos (grec antic: Πῶλος, llatí: Polus) fou un sofista i retòric grec nadiu d'Acragant (Sicília). Fou deixeble probablement de Gòrgies de Leontins i va escriure una obra retòrica que la Suïda esmenta amb el nom de Τέχνη, una genealogia dels grecs i bàrbars que van participar en la guerra de Troia amb un relat dels seus fets, un catàleg de vaixells, i una obra de títol Περὶ Λέξεων.

## Vida
Se'n tenen poques dades sobre la vida de Polos. És de suposar que va néixer després de la meitat del segle V i que va passar la seva joventut a la colònia grega de Sicília. L'escriptor Filòstrat en la seva Vida dels sofistes dedueix que Polos era ric, car posseïa les Lliçons de retòrica, un llibre molt costós escrit per Gòrgies de Leontins. De la informació aportada per Plató se sap que el sofista Licimni de Quios va ser alumne de Polos. En un escoli a l'obra Sobre la vida dels pitagòrics de Iàmblic de Calcis se situa Gòrgies i Polos entre els seguidors d'Empèdocles.
Més tard Polos i Gòrgies van viatjar a Grècia i es va quedar temporalment a Atenes, on els dos sofistes es van dedicar a l'ensenyament filosòfic. Al diàleg platònic Tèages, el personatge Sòcrates diu que Polos tenia tal poder de persuasió que era capaç d'atreure a la seva escola alumnes els joves de les famílies més nobles d'Atenes cobrant a canvi un bon sou.
Llucià esmenta Polos com un dels oradors importants a Olímpia. Arran d'una observació feta per Dionís d'Halicarnàs se sap que el seu nom ve de polos, que també vol dir 'poltre' o en sentit figurat 'noi', i va donar lloc a jocs de paraules que feien broma sobre el seu caràcter una mica «impulsiu o precipitat».

## Obra
No se'n conserva cap obra. Aristòtil i també Plató al seu Gòrgies citen una frase de Polos: «la recerca de l'experiència és el fruit de l'experiència i sense experiència seràs (a falta d'una postura clara) abandonat a la sort». A partir d'una observació en el Gòrgies de Plató sabem que Polos havia fet un tractat de retòrica. Al diàleg de Plató Fedre s'esmenta una altra obra de Polos, Col·lecció de paraules ( Mouseía Logon, literalment "Temple de les Muses de les paraules"), que aplegava expressions de doble sentit, refranys i figures retòriques. Potser la col·lecció era part del manual de retòrica. Polos sembla que introduïa en aquest treball nous termes, cosa que li va valer el menyspreu de Plató.
L'enciclopèdia medieval de la Suda li atribueix tres obres: una narració de la tornada dels herois de la Guerra de Troia, un catàleg de les naus que hi van participar i Peri léxeōs, un tractat sobre l'art d'expressar-se correctament. No obstant, la genealogia que proposa aquesta enciclopèdia és incerta, atès que relaciona Polos amb el territori de Sigeu.

## Personatge literari
En el Gòrgies, Polos és un personatge que acompanya el mestre durant un viatge a Atenes i el substitueix en el debat amb Sòcrates, perquè es troba fatigat pel debat precedent. Polos aquí destaca la professió de sofista i mestre de retòrica, en resposta a Cerefont, afirma que la retòrica és «la més bella de totes les arts», i continua fins a dir que el retòric a la polis té el mateix poder que un tirà, car amb els seus discursos és capaç de matar o deportar a qualsevol persona que vulgui. Segons Polos, aquestes declaracions estan en línia amb la posició gorgiana: la retòrica és un art gairebé omnipotent, té el poder de la persuasió en l'ànima de l'oient que fa que els que la practiquen puguin plegar les masses a la seva voluntat i així guanyar l'èxit personal. Això va acompanyat d'una certa crueltat política (que en el següent diàleg trobarà la seva culminació en el discurs de Càl·licles), ja que és una facultat que permet l'orador guanyar honors i riqueses a costa dels més febles, sense haver d'escoltar el pes moral de les injustícies comeses. La retòrica fa que els injustos siguin feliços, com ho demostra el cas del rei Arquelau I de Macedònia, qui va obtenir el tron a través de les maquinacions i l'assassinat i, segons diu Polos, mai s'ha penedit dels seus crims.